# Mixed Wives
Mixed Wives è un cortometraggio muto del 1919 diretto da William Beaudine.

## Produzione
Il film fu prodotto dalla Nestor Film Company e dall'Universal Film Manufacturing Company.

## Distribuzione
Distribuito dall'Universal Film Manufacturing Company, il film - un cortometraggio di una bobina - uscì nelle sale cinematografiche statunitensi il 16 febbraio 1919.